# Ágfalva
Ágfalva (Duits: Agendorf, Kroatisch: Agendrof) is een plaats (község) en gemeente in het Hongaarse comitaat Győr-Moson-Sopron, gelegen in het district Sopron. Ágfalva telt 2147 inwoners (2015).

## Geboren in Ágfalva
- Robert Payer (25 april 1933) componist, dirigent en muzikant